# Eusimonia seistanica
Eusimonia seistanica es una especie de arácnido  del orden Solifugae de la familia Karschiidae.

## Distribución geográfica
Se encuentra en Irán.